# スタジオ102
『スタジオ102』（スタジオいちまるに）は、NHK総合テレビジョンにて1965年4月5日から1980年4月5日まで15年間生放送された朝の情報番組である。1971年3月6日までモノクロ放送、同年3月8日からカラー放送。

## 概要
日本放送協会（NHK）は1965年4月の番組改編で朝の報道番組の重点強化をはかり、日常生活に直結した機動的な報道ワイド番組として当番組がスタートした。国外・国内のニュースに直結した話題を毎日選び、NHK独自のネットワーク網を生かして多彩な構成で興味深く紹介した。特に文化（音楽・美術・演劇・舞踊など）の紹介、著名人とのインタビュー、日本各地の話題などの紹介が特徴であった。このような内容は、後年のこの時間帯の枠にも引き継がれた。当番組はNHKの各放送局及び海外総支局が参加したが、1964年の東京オリンピックの頃までは地方局の機材が不十分だった。東京オリンピックの後、地方局にテレビ取材の機材が行き渡るようになり、ネットワークを生かせるような番組を制作できるようになった。なお、当番組には天気予報は内包されておらず、当番組の終了直後に独立した番組として放送された。
番組タイトルは、この番組を放送するスタジオの呼称である「102スタジオ」からの生放送を毎朝行うことから付けられ、この番組の開始にあたってスタジオ設備の改修が行われた。
女性キャスターは週6日の放送となることから、2人あるいは3人が交代で担当していた。
放送時間は、放送開始初年度が『NHKニュース』が終了してすぐ、朝の7:25 - 8:00の35分間であった。2年目の1966年以降は、7:20からの15分間をローカル枠に当てたため、7:35 - 8:12の37分間となった。
1980年、それまで朝7時に放送されていた『NHKニュース』やローカル番組と一本化され、『NHKニュースワイド』へ発展解消するという形で終了した。

## 歴代キャスター

### メインキャスター
- 野村泰治（1965年4月5日 - 1968年3月30日）
- 初見弘、大塚利兵衛（1968年4月1日 - 1970年4月4日、隔週交代）
- 川上裕之（1970年4月6日 - 1972年4月1日）
- 井川良久（1972年4月3日 - 1975年4月5日）
- 高梨英一（1975年4月7日 - 1977年4月2日）
- 斎藤季夫（1977年4月4日 - 1980年4月5日）

### サブキャスター
- 帖佐美紀子（月・水・金）、大島道子（火・木・土）（1965年4月5日 - 1966年4月2日）
- 志賀靄子（月・水・金）、神崎滋子（火・木・土）（1966年4月4日 - 1967年4月1日）
- 河村陽子（月・水・金）、武内千瑞子（火・木・土）（1967年4月3日 - 1968年3月30日）
- 神崎滋子（月・水・金）、高島多恵子（火・木・土）（1968年4月1日 - 1969年4月5日）
- 橋本潤子（月・木）、高島多恵子（火・金）、後藤美代子（水・土）（1969年4月7日 - 1970年4月4日）
- 室町澄子（月・水・金）、田谷章子（火・木・土）（1970年4月6日 - 1971年4月3日）
- 室町澄子（月・木）、佐藤路子（火・金）、村田幸子（水・土）（1971年4月5日 - 1972年4月1日）
- 佐藤（現・増渕）路子（月・木）、伊藤慶子（火・金）、帰山礼子（水・土）（1972年4月3日 - 1973年3月31日）
月・木曜担当の佐藤、火・金曜担当の伊藤は、1972年末より結婚後の姓である「増渕」姓（佐藤）・「久保」姓（伊藤）名義で出演した。
- 井出佳津江（月・木）、加藤洋子（火・金）、帰山礼子（水・土）（1973年4月2日 - 1974年3月30日）
火・金曜担当の加藤は、1974年初頭より結婚後の姓である「小宮山」姓名義で出演した。
- 中島牧子（月・木）、井出佳津江（火・金）、長島澄子（水・土）（1974年4月1日 - 1975年4月5日）
- 山根基世（月・木）、遠藤ふき子（火・金）・井出佳津江（水・土）（1975年4月7日 - 1976年4月3日）
- 介川裕子（月・木）、山根基世（火・金）、遠藤ふき子（水・土）（1976年4月5日 - 1977年4月2日）
- 滝沢京子（月・木）、介川裕子（火・金）、安藤恵（水・土）（1977年4月4日 - 1977年8月20日）
1977年8月20日放送分で水・土曜担当の安藤がNHK大阪放送局転勤のため途中降板した。8月22日放送からの1週間は残った滝沢・介川の2人が通常とは異なるシフトを組んで（滝沢が月・水・金、介川が火・木・土）担当した[注 4]。
- 滝沢京子（月・木）、福田康子（火・金）、介川裕子（水・土）（1977年8月29日 - 1978年4月1日）
- 吉田敦子（月・木）、桜井洋子（火・金）、上安平洌子（水・土）（1978年4月3日 - 1979年3月31日）
- 桜井洋子（月・水・木）、吉田敦子（火・金・土）（1979年4月2日 - 1980年4月5日）

### 変遷
| 期間       | 期間       | メイン                         | サブ       | サブ       | サブ       | サブ       | サブ       | サブ       |
| 期間       | 期間       | メイン                         | 月曜日     | 火曜日     | 水曜日     | 木曜日     | 金曜日     | 土曜日     |
| ---------- | ---------- | ------------------------------ | ---------- | ---------- | ---------- | ---------- | ---------- | ---------- |
| 1965.04.05 | 1966.04.02 | 野村泰治                       | 帖佐美紀子 | 大島道子   | 帖佐美紀子 | 大島道子   | 帖佐美紀子 | 大島道子   |
| 1966.04.04 | 1967.04.01 | 野村泰治                       | 志賀靄子   | 神崎滋子   | 志賀靄子   | 神崎滋子   | 志賀靄子   | 神崎滋子   |
| 1967.04.03 | 1968.03.30 | 野村泰治                       | 河村陽子   | 武内千瑞子 | 河村陽子   | 武内千瑞子 | 河村陽子   | 武内千瑞子 |
| 1968.04.01 | 1969.04.05 | 初見弘 大塚利兵衛 （隔週交代） | 神崎滋子   | 高島多恵子 | 神崎滋子   | 高島多恵子 | 神崎滋子   | 高島多恵子 |
| 1969.04.07 | 1970.04.04 | 初見弘 大塚利兵衛 （隔週交代） | 橋本潤子   | 高島多恵子 | 後藤美代子 | 橋本潤子   | 高島多恵子 | 後藤美代子 |
| 1970.04.06 | 1971.04.03 | 川上裕之                       | 室町澄子   | 田谷章子   | 室町澄子   | 田谷章子   | 室町澄子   | 田谷章子   |
| 1971.04.05 | 1972.04.01 | 川上裕之                       | 室町澄子   | 佐藤路子   | 村田幸子   | 室町澄子   | 佐藤路子   | 村田幸子   |
| 1972.04.03 | 1973.03.31 | 川上裕之                       | 佐藤路子   | 伊藤慶子   | 帰山礼子   | 佐藤路子   | 伊藤慶子   | 帰山礼子   |
| 1973.04.02 | 1974.03.30 | 井川良久                       | 井出佳津江 | 加藤洋子   | 帰山礼子   | 井出佳津江 | 加藤洋子   | 帰山礼子   |
| 1974.04.01 | 1975.04.05 | 井川良久                       | 中島牧子   | 井出佳津江 | 長島澄子   | 中島牧子   | 井出佳津江 | 長島澄子   |
| 1975.04.07 | 1976.04.03 | 高梨英一                       | 山根基世   | 遠藤ふき子 | 井出佳津江 | 山根基世   | 遠藤ふき子 | 井出佳津江 |
| 1976.04.05 | 1977.04.02 | 高梨英一                       | 介川裕子   | 山根基世   | 遠藤ふき子 | 介川裕子   | 山根基世   | 遠藤ふき子 |
| 1977.04.04 | 1977.08.20 | 斎藤季夫                       | 滝沢京子   | 介川裕子   | 安藤恵     | 滝沢京子   | 介川裕子   | 安藤恵     |
| 1977.08.22 | 1977.08.27 | 斎藤季夫                       | 滝沢京子   | 介川裕子   | 滝沢京子   | 介川裕子   | 滝沢京子   | 介川裕子   |
| 1977.08.29 | 1978.04.01 | 斎藤季夫                       | 滝沢京子   | 福田康子   | 介川裕子   | 滝沢京子   | 福田康子   | 介川裕子   |
| 1978.04.03 | 1979.03.31 | 斎藤季夫                       | 吉田敦子   | 桜井洋子   | 上安平洌子 | 吉田敦子   | 桜井洋子   | 上安平洌子 |
| 1979.04.02 | 1980.04.05 | 斎藤季夫                       | 桜井洋子   | 吉田敦子   | 桜井洋子   | 桜井洋子   | 吉田敦子   | 吉田敦子   |

## テーマ曲
- 初代（番組スタート - ） - 作曲：河江一仁（CD『懐かしのNHKテレビ主題曲集』に収録）
- 2代目（ - 番組終了まで） - 作曲：大野雄二